# Anisopholis clypeata
Anisopholis clypeata är en skalbaggsart som beskrevs av Moser 1913. Anisopholis clypeata ingår i släktet Anisopholis och familjen Melolonthidae. Inga underarter finns listade i Catalogue of Life.